# Pastor-da-geórgia
O Pastor-da-geórgia (em georgiano:  ქართული მთის ძაღლი, transl.: kartuli mtis dzaghli) também conhecido como pastor-georgiano, cão montanhês georgiano ou Nagazi, é uma raça de cão molosso guardião de gado com antiga origem funcional no Cáucaso, Geórgia. O pastor-da-geórgia está relacionado com o Pastor caucasiano. 
Existem dois tipos de cães montanheses georgianos: o de pelos curtos de Kazbegi, também chamado de "Nagazi", e o de pelos longos o Cão de montanha georgiano.[carece de fontes?]

## Descrição
Devido a sua morfologia e linhagem, os pastores georgianos se encaixam na categoria Molosso. Cães de montanha georgianos machos deve ter pelo menos 65 centímetros (26 pol) na altura da cernelha; as fêmeas deve ter no mínimo 60 centímetros (24 pol) de altura. Fisicamente, estes cães possuem ossatura forte, são musculosos e atléticos, com uma cabeça grande e pernas poderosas. Cães de montanha georgianos tendem a serem assertivos, corajosos e alertas. Pastores tradicionalmente usaram Cães de montanha georgianos para defender as ovelhas de predadores.[carece de fontes?]

## História
O Federação Cinológica da Geórgia (FCG) teve uma rigorosa batalha com a federação russa de cinólogos sobre o cão Pastor caucasiano.[carece de fontes?]
Em 2012, a Federação Cinológica Internacional teve que decidir qual raça nacional seria o Pastor caucasiano como resultado desta discussão acalorada.[carece de fontes?]
Após a remoção da maior parte do cão Nagazi da Geórgia, entusiastas georgianos com o apoio do Ministério do meio Ambiente iniciaram expedições às regiões da Geórgia para descrever e tirar fotos dos pastores georgianos restantes. A Geórgia começou a anunciar a raça usando a televisão, radiodifusão e impressão de artigos sobre os cães pastores georgianos, a fim de popularizar a raça.[carece de fontes?]
Seguindo o colapso Soviético, a Geórgia começou a popularizar este cão. Hoje o objetivo é reproduzir outra rara raça de pastor georgiano o Antigo Pastor Branco da Geórgia. Infelizmente, os pastores georgianos ainda são usados em brigas de cães.[carece de fontes?]